# Hipomagnesèmia
La hipomagnesèmia és un desequilibri electrolític en el qual hi ha un nivell anormalment baix de magnesi en la sang. Els nivells normals de magnesi estan entre 0,6 i 1,1 mmol/L (1,46-2,68 mg/dL) amb nivells inferiors a 0,6 mmol/L (1,46 mg/dL) que defineixen hipomagnesèmia. La hipomagnesèmia no és igual a la deficiència de magnesi, ja que pot estar present sense deficiència de magnesi, i viceversa. El prefix hipo- significa baix (en contrast amb hiper-, que significa alt); magnes es refereix al magnesi; La part final de la paraula, -èmia, significa "en la sang". Noteu, però, que la hipomagnesèmia sol ser un indici d'un dèficit de magnesi sistèmic.
Pot ser conseqüència d'una sèrie de condicions, incloent-hi una ingesta inadequada de magnesi, diarrea crònica, malabsorció, alcoholisme, estrès crònic. Alguns medicaments també poden causar un magnesi baix, inclosos els inhibidors de la bomba de protons (IBP) i la furosemida
El tractament és amb magnesi per via oral o intravenosa. Per a aquells que presenten símptomes greus, es pot utilitzar sulfat de magnesi per via intravenosa. També s'ha de tractar un baix nivell de potassi o calci associat. La malaltia és relativament freqüent entre les persones als hospitals.

## Signes i símptomes
La deficiència de magnesi causa debilitat, rampes musculars, arrítmies cardíaques, augment de la irritabilitat del sistema nerviós amb tremolors, atetosi, sacsejades, nistagme i un reflex plantar en extensió. A més, hi pot haver confusió, desorientació, al·lucinacions, depressió, convulsions, hipertensió arterial, taquicàrdia i tetània.